# Carte DRAC
En informatique, une carte DRAC est une carte d'administration à distance des serveurs de marque Dell (DRAC est l'acronyme de Dell Remote Access Controller). Les premières cartes DRAC ont été créées par Dell en 1995.
Cette carte permet, à travers une simple connexion réseau, de prendre la main sur la console du serveur, de redémarrer, éteindre ou allumer le serveur.
La carte reste accessible même serveur éteint (tant qu'il reste branché au courant électrique). La prise en main est possible dès le boot, permettant par exemple de modifier des paramètres du BIOS.
Grâce à un plugin, il est possible de "monter" un lecteur CD local ou une image ISO afin d'installer à distance un système d'exploitation (ou un logiciel) sur le serveur.
Il existe différentes versions de cartes DRAC :
- DRAC II - Dell Remote Assistant Card
- DRAC III - Dell Remote Access Card
- DRAC 4 - Dell Remote Access Card
- DRAC 5 - Dell Remote Access Card
- iDRAC 6 - Integrated Dell Remote Access Card
- iDRAC 7 - Integrated Dell Remote Access Controller
- iDRAC 8 - Integrated Dell Remote Access Controller
- iDRAC 9 - Integrated Dell Remote Access Controller